# Albatrosse

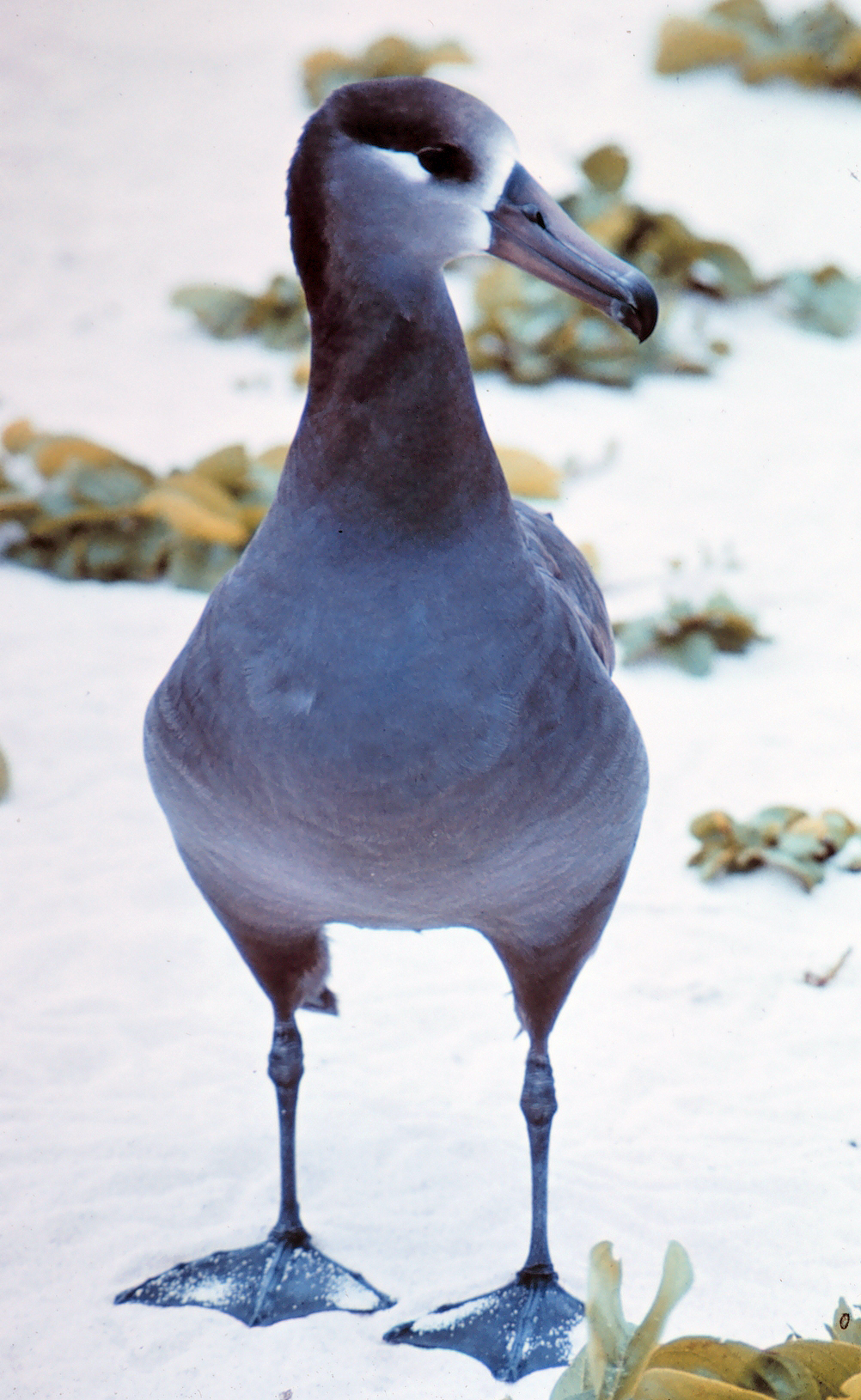
Im Gegensatz zu den meisten Röhrennasen (Procellariiformes) können Albatrosse gut an Land gehen, hier ein Schwarzfußalbatros

Die Albatrosse (Diomedeidae) sind eine Familie von Seevögeln aus der Ordnung der Röhrennasen (Procellariiformes). Von den 21 Arten kommen 17 in den südlichen Ozeanen vor, drei im Nordpazifik und eine in den Tropen.

## Merkmale
Die Albatrosse sind eine Gruppe von großen bis sehr großen Seevögeln mit sehr langen und schmalen Flügeln. Albatrosse können Flügelspannweiten von über 3,5 Metern erreichen und übertreffen damit jede andere lebende Vogelart. Auch die kleinsten Vertreter der Familie haben noch Spannweiten von zwei Metern. Mit einem Gewicht von bis zu 12 Kilogramm gehören Albatrosse zu den schwersten flugfähigen Vögeln.
Der Schnabel ist groß, kräftig, scharfkantig und an der Spitze hakenförmig nach unten gebogen. Oft ist er leuchtend gelb oder rosa gefärbt.
Als namensgebendes Merkmal der Ordnung der Röhrennasen besitzen diese Vögel auf dem Schnabel zwei kleine Röhren, aus denen die aus den an den Augen liegenden Salzdrüsen ausgeschiedene konzentrierte Meersalzlösung rinnt.
Wie andere Röhrennasen, aber im Gegensatz zu den meisten Vögeln, nutzen sie auch ihren Geruchssinn zum Auffinden von Nahrung.
Die Beine sind kurz und kräftig und befähigen Albatrosse im Gegensatz zu den meisten anderen Röhrennasen zu einem watschelnden, aber sicheren Gang. Die Füße besitzen keine rückseitige Zehe. Die drei vorderen Zehen sind mit Schwimmhäuten verbunden. Albatrosse sind gute Schwimmer, die sich auch bei hohen Wellen auf dem Wasser halten können.

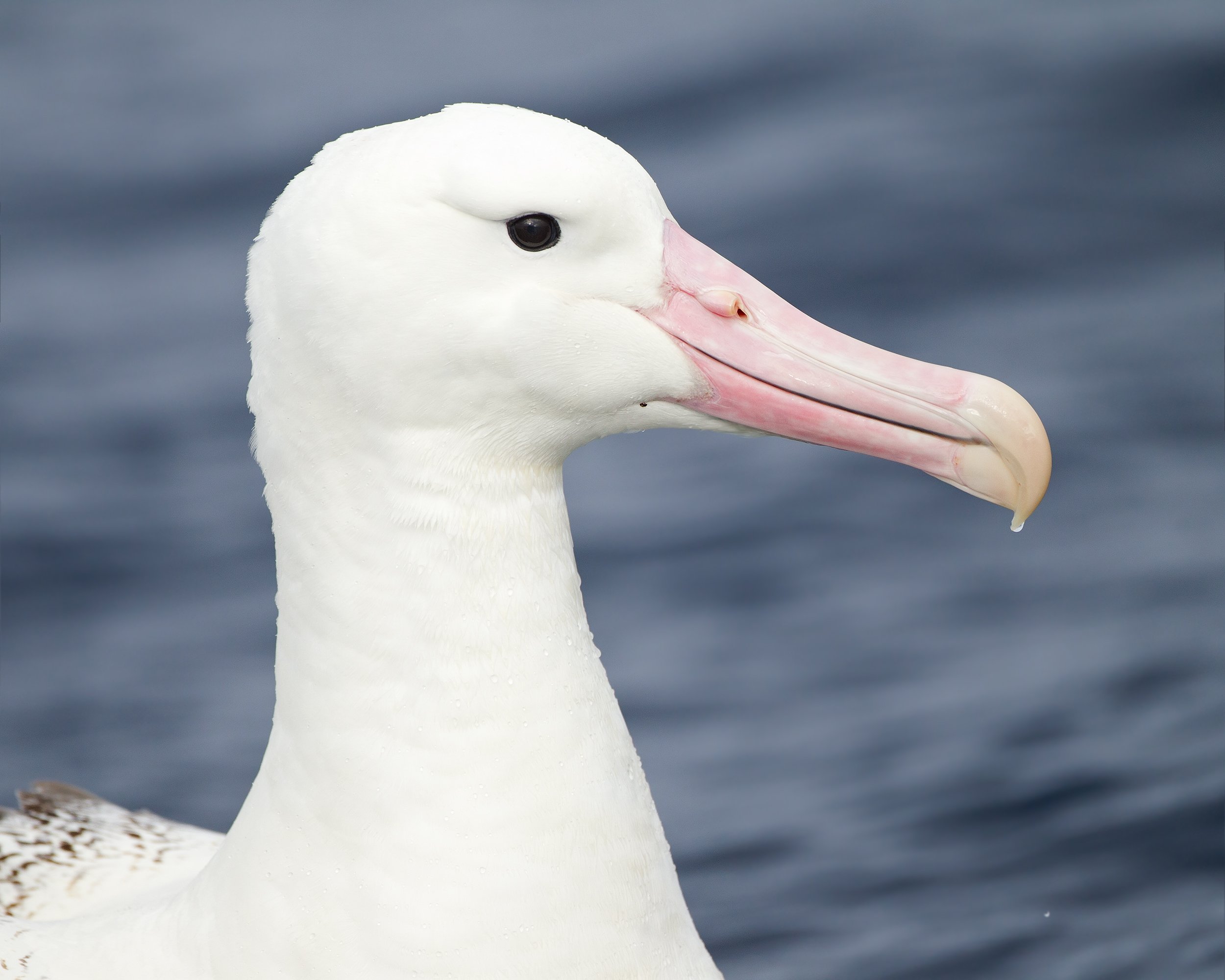
Königsalbatros mit gut sichtbaren Röhren und Haken am Schnabel

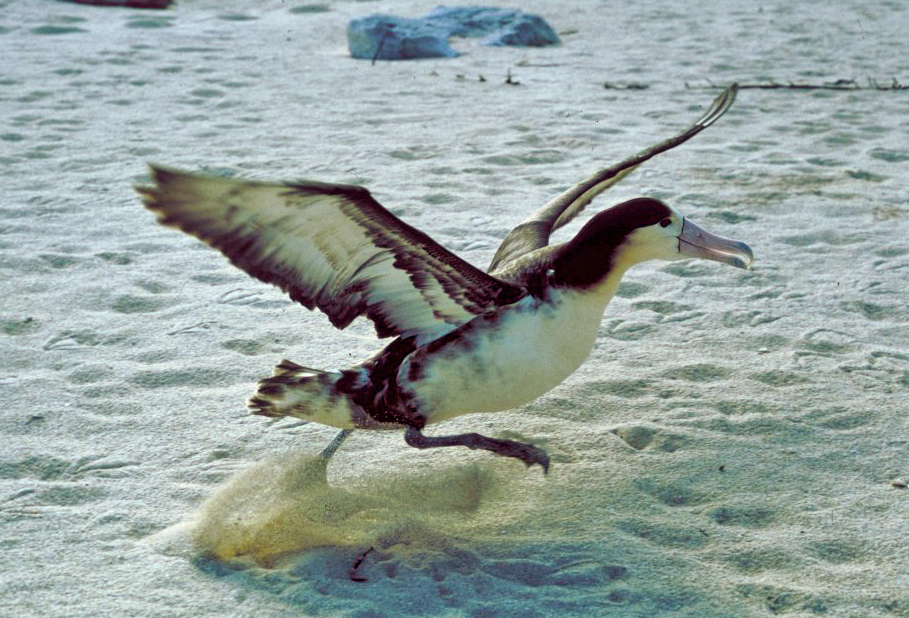
Beim Abheben verbrauchen große Wasservögel wie der Kurzschwanzalbatros erhebliche Energie

Das Federkleid der meisten ausgewachsenen Albatrosse ist auf dem Rücken dunkler gefärbt, aber auf der Unterseite weiß, oft den Möwen ähnelnd. Der Königsalbatros ist jedoch beim erwachsenen Männchen bis auf die Flügelspitzen und -hinterkanten fast vollständig weiß, während der Amsterdamalbatros überwiegend braun gefärbt ist und insbesondere ein kräftigen braunes Brustband besitzt.
Mehrere der kleineren Arten der Gattung Thalassarche sowie der Gattung Phoebastria haben Gesichtsmarkierungen wie Augenflecken oder sind an Kopf und Nacken grau oder gelb. Der Schwarzfußalbatros sowie die beiden Rußalbatrosse weichen von der üblichen Färbung ab und sind fast vollständig dunkelbraun bzw. stellenweise dunkelgrau beim Rußalbatros. Albatrosse brauchen mehrere Jahre, um ihr volles Prachtkleid zu entwickeln.

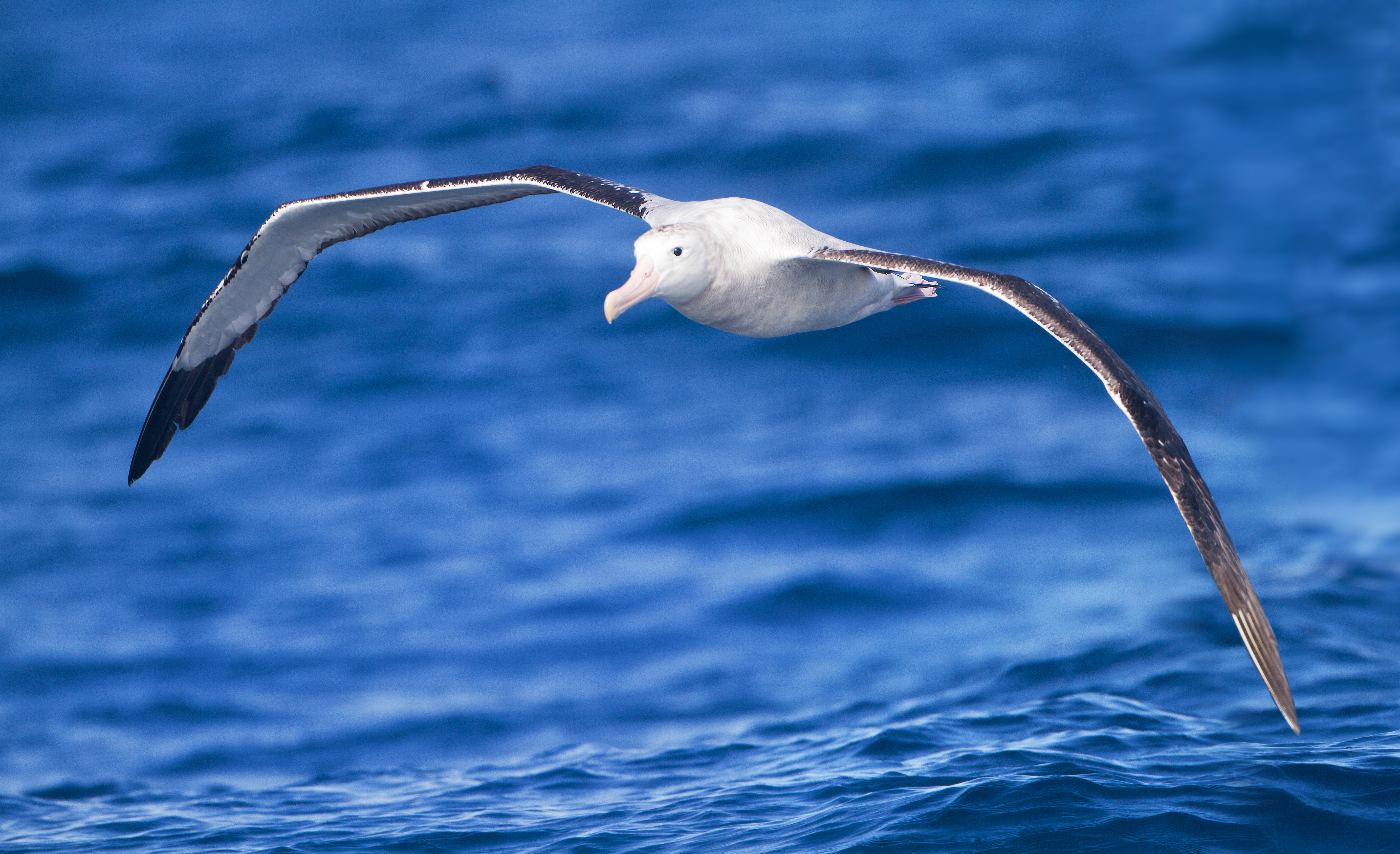
Wanderalbatros im Flug

Die Flügelspannweite der Großalbatrosse (Gattung Diomedea) übertrifft mit 3,4 Metern alle anderen Vögel. Es gibt jedoch auch Albatross-Arten mit einer Spannweite von nur 1,75 m.

## Verbreitung und Lebensraum

Verbreitung der Albatrosse

Der Großteil der Arten lebt über den Ozeanen der Südhalbkugel. Dort kommen sie vor allem auf verschiedenen Inseln wie Falkland, Macquarieinsel, Crozetinseln, Prince-Edward-Inseln und Südgeorgien vor; daneben bilden sie vereinzelte Kolonien in der Antarktis.
Klimatisch liegt der Schwerpunkt auf polaren und subpolaren Breiten, seltener in gemäßigten Zonen, und mit dem Galapagosalbatros lebt nur eine einzige Art in den Tropen. Drei weitere Arten leben, geografisch von den vorgenannten deutlich getrennt, im subtropischen, gemäßigten und subpolaren Bereich des Nordpazifik.
Im Nordatlantik und seinen Nebenmeeren gibt es für gewöhnlich keine Albatrosse; ebenso fehlen sie, abgesehen von der Umgebung der Galápagos-Inseln, in den Tropen. Während im Südpolarmeer eine Vielzahl von Albatrosarten beheimatet ist, fehlen sie gänzlich im Nordpolarmeer.
Stürme führen allerdings dazu, dass Albatrosse auch auf die Nordhalbkugel getrieben werden. Da sie ohne Wind keine längeren Strecken zurücklegen können, fällt es ihnen schwer, die äquatorialen Kalmen wieder zu überqueren, so dass sie oft mehrere Jahre auf der nördlichen Halbkugel verbleiben. Zwischen 1972 und 1987 war etwa ein Schwarzbrauenalbatros alljährlich auf den Shetlandinseln zu sehen. Auch auf Helgoland wurde seit 2014 regelmäßig ein Schwarzbrauenalbatros gesichtet.
Albatrosse meiden normalerweise die Küstennähe und suchen das feste Land ausschließlich zum Brüten auf. Sie große Distanzen zurücklegen, oft wird die ganze Erde umrundet. Als Brutplätze dienen meistens kleine Inseln mit grasbewachsenen Hängen. Felsige Steilküsten sind aufgrund Start- und Landeschwierigkeiten ungeeignet für Albatrosse.
Albatrosse in der Südhalbkugel, die von den Brutkolonien nach Norden fliegen, nehmen eine Route im Uhrzeigersinn und die nach Süden fliegenden eine Route gegen den Uhrzeigersinn, um von Winden und typischen Wetterlagen zu profitieren.
Laut einem NABU-Bericht aus dem Jahr 2020 sterben jährlich weltweit mehr als 300.000 Seevögel, davon etwa 100.000 Albatrosse, durch die Hochseefischerei und dabei insbesondere durch Langleinen.

## Lebensweise

### Flug
Obwohl der Flügelschlag der großen Tiere viel Energie erfordert, können Albatrosse sehr große Strecken zurücklegen. Sie nutzen dazu die Technik des Dynamischen Segelflugs.
Wie andere große Seevögel legen Albatrosse dabei Strecken von bis zu 1000 km zurück, ohne mit den Flügeln zu schlagen.
Ähnlich wie Segelflieger den Hangwind nutzen, können Albatrosse auch auf dem Aufwind entlang großer Wellen gleiten.
Albatrosse haben eine hohe Gleitzahl von 22:1 bis 23:1. Pro Meter Höhenverlust legen sie also 22 Meter Strecke zurück.
Beim Segelfliegen hilft Albatrossen und Riesensturmvögeln eine spezielle Sehne, die den Flügel in ausgestreckter Position fixiert.
Ihre Herzfrequenz während des Fluges liegt nahe der Grundfrequenz im Ruhezustand. Die energieaufwändigsten Aktivitäten sind das Landen, Starten und Jagen von Beute.
Beim Start müssen Albatrosse Anlauf nehmen, um einen ausreichenden Auftrieb zu erzeugen.
Brutkolonien besitzen gemeinsam genutzte Start- und Landebahnen, in deren Verlauf keine Nester gebaut werden. Bei der Landung kommt es gelegentlich zu Unfällen.
Aufgrund des hohen Energieverbrauchs bei aktivem Flügelschlag ruhen sich Albatrosse bei Windstille und ruhiger See auf der Meeresoberfläche aus, bis der Wind wieder auffrischt.
Nur die Albatrosse im Nordpazifik bewegen sich über längere Strecken auch mit aktivem Flügelschlag.
Ob Albatrosse im Flug schlafen, ist noch nicht abschließend geklärt.
Insbesondere im Bereich der unbemannten Flugzeuge wird nach Möglichkeiten gesucht, den dynamischen Segelflug der Albatrosse auch für die Luftfahrt nutzbar zu machen.

### Ernährung

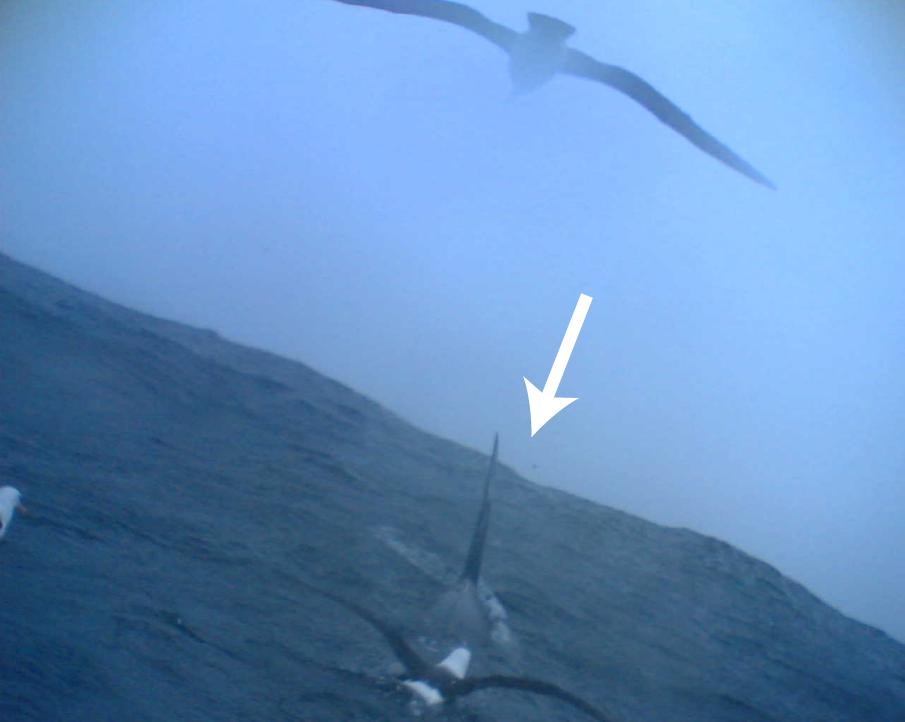
Albatrosse folgen einem Schwertwal, um dessen Beutereste zu fressen. Das Bild wurde durch eine an einem Albatros befestigte Kamera aufgenommen.

Die Hauptnahrung der Albatrosse sind Tintenfische. Diese wandern oft nachts aus der Tiefsee in oberflächennahes Wasser, so dass sich Albatrosse über den Schwärmen zum Fressen zusammenfinden. Daneben sind kleine Fische ein wichtiger Nahrungsbestandteil, meistens nur bis zur Größe einer Sardine. Weitere Nahrungsquellen sind Krebstiere und selten Quallen und Aas.
Albatrosse sind gute Gleiter, können aber aufgrund ihrer Größe aber keine schnellen Manöver nahe der Wasseroberfläche fliegen.
Es wurde angenommen, dass Albatrosse hauptsächlich auf oder nahe der Meeresoberfläche befindliche Nahrung wie Fische und Kalmare aufnehmen, während sie auf dem Wasser treiben. Bei einigen Arten wie dem häufig vorkommenden Schwarzbrauenalbatros wurden jedoch auch die Beutejagd durch Stoßtauchen beobachtet.
An den Vögeln befestigte Messinstrumente zeigten, dass Wanderalbatrosse bis zu einem Meter und einige Arten, wie der Graumantelalbatros, regelmäßig bis 5 Meter und in Ausnahmefällen bis 12 Meter tief tauchen.
Oft folgen Albatrosse Schiffen, um deren Aufwinde zu nutzen und ohne Kraftaufwand in der Luft bleiben und mitreisen zu können. Auch fressen sie die über Bord geworfenen Abfälle von Fischerbooten und Walfängern. Galapagosalbatrosse jagen als Kleptoparasiten Tölpeln regelmäßig ihre Beute ab. Schwarzbrauenalbatrosse folgen manchmal Schwertwalen, um deren Beutereste zu fressen.

### Fortpflanzung

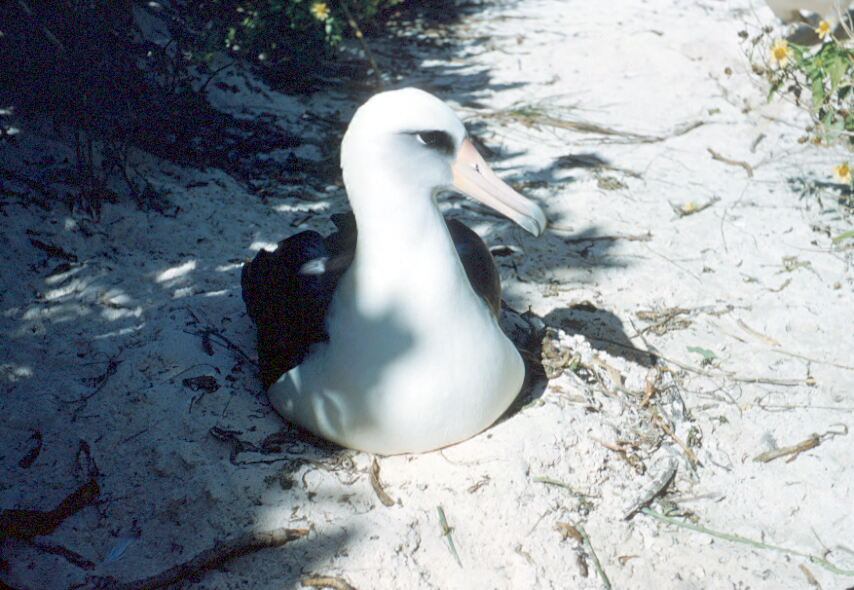
Brütender Laysanalbatros

Albatrosse haben einen außerordentlich langen Fortpflanzungszyklus. Vom Nestbau bis zur Selbstständigkeit der Jungen vergeht bei den größeren Arten ein volles Jahr, so dass sie nur alle zwei Jahre brüten können. Nur wenige Arten brüten jährlich.
Im Gegensatz zu den meisten anderen Röhrennasen pflegen Albatrosse ein komplexes Balzritual. Hierzu zählen das synchrone Hochrecken der Köpfe, das Ausbreiten der Flügel, Reiben der Flanken mit den Schnäbeln und zahlreiche Rufe. Albatrosse sind monogam und treffen zu jeder Brut den vorherigen Partner wieder. Das Männchen erreicht den Brutplatz einige Tage vor dem Weibchen und verteidigt ihn gegen Konkurrenten. Beim Aufeinandertreffen der Partner gibt es einige ritualisierte Begrüßungsgesten, die weniger komplex sind. Eine erneute Balz findet nur statt, wenn einer der Partner gestorben ist und nicht zur Niststätte zurückkehrt.
Albatrosse nisten in Kolonien, die einige hundert bis einige tausend Nester umfassen können. Die größten Kolonien bilden Laysanalbatrosse und Schwarzbrauenalbatrosse, bei denen über 100.000 Paare zusammen brüten können. Die Nester befinden sich allerdings selbst bei den größten Kolonien in Abständen von einigen Metern zueinander, so dass wenig Interaktion zwischen den Brutpaaren auftritt.
Die meisten Albatrosse bauen große Nester aus Gräsern, Moosen und Schlamm. Die nordpazifischen Arten hingegen heben nur eine flache Nistgrube aus, und der Galapagos-Albatros baut überhaupt kein Nest. Das einzige Ei wiegt 205 bis 487 Gramm und wird im Schnitt zehn bis elf Wochen von beiden Partnern bebrütet. Dabei brütet ein Vogel jeweils für mehrere Tage, ohne Nahrung aufzunehmen, ehe ihn der Partner ablöst. Erst wenn der geschlüpfte Jungvogel drei bis fünf Wochen alt ist, verlassen ihn beide Partner für mehrere Stunden oder Tage. Die Jungen werden mit vorverdauter Nahrung sowie mit einer öligen Substanz gefüttert, die im Magen erzeugt und über die Röhren auf dem Schnabel ausgeschieden wird.

## Alter
Albatrosse sind sehr langlebige Vögel. Die großen Arten brüten im Alter von zehn bis elf Jahren das erste Mal. 
Der mit mindestens 74 Jahren älteste Albatros und damit auch der (Stand 2024) älteste wildlebende Vogel ist ein Laysanalbatros namens „Wisdom“, der 1956 als brütender Altvogel beringt wurde und auch in den Jahren 2020 und 2024 noch erfolgreich brütete, insgesamt bereits mehr als 50 Mal.
Es gibt eine hohe Sterblichkeit bei jungen Vögeln. So überleben 70 Prozent der jungen Wanderalbatrosse ihr erstes Lebensjahr nicht.

## Stammesgeschichte
Bereits im frühen Oligozän ist der Albatros Tydea septentrionalis nachgewiesen, der im Bereich der Nordsee lebte, wo heute keine Albatrosse mehr vorkommen. Daneben gab es in der gleichen Region albatrosähnliche Vögel. Diese Seevögel, die den längst ausgestorbenen Gattungen Rupelornis und Diomedeoides zugerechnet werden, werden nach den neueren Klassifizierungen in einer eigenen Familie Diomedeoididae geführt und waren offenbar noch keine echten Albatrosse.
Vertreter der echten Albatrosse sind verstärkt seit dem Miozän belegt. Hierzu gehören die ausgestorbene Albatrosgattung Plotornis sowie Vertreter der rezenten Gattungen Diomedea und Thalassarche. Die Trennung der nördlichen Albatrosse von den südlichen Arten war bereits im Miozän vollzogen, ebenso legt die molekulare Uhr den Schluss nahe, dass alle vier rezenten Gattungen am Ausgang des Miozäns existent waren. Diomedea und Phoebastria trennten sich vor rund 23, Thalassarche und Phoebetria vor etwa 28 Millionen Jahren.
Heute fehlen Albatrosse im Nordatlantik. Dort waren sie im Pliozän aber noch in wenigstens fünf Arten verbreitet, von denen vier der Gattung Phoebastria angehörten, die fünfte war der ausgestorbene Diomedea anglica. Der Grund für das Aussterben im Nordatlantik ist nicht bekannt, könnte aber mit klimatischen Schwankungen während des Pleistozäns zusammenhängen.

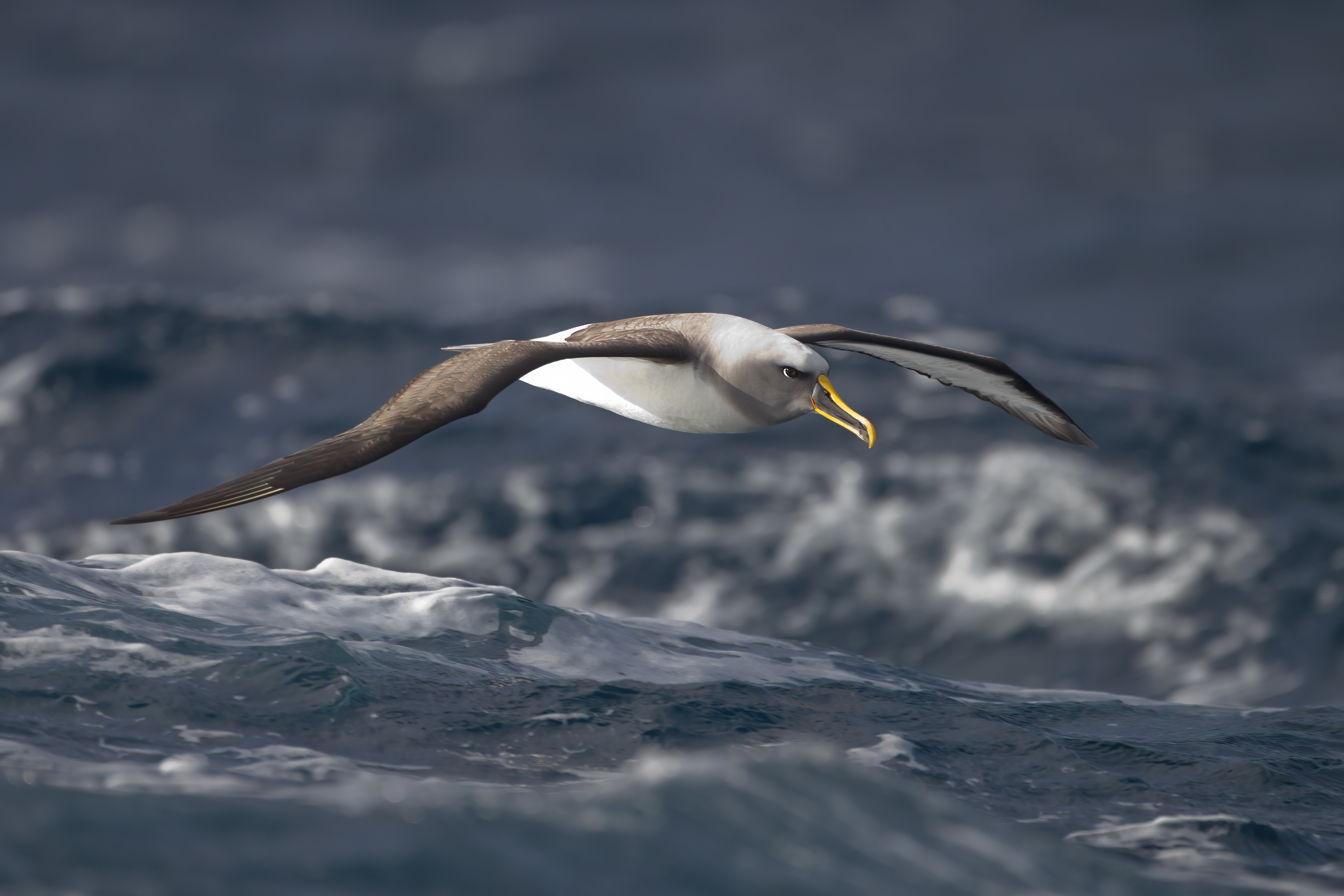
Buller-Albatros

## Systematik

### Äußere Systematik
Albatrosse gehören zur Ordnung der Röhrennasen. Traditionell werden sie an der Basis dieses Taxons eingeordnet. Nach neueren Erkenntnissen ist dies jedoch nicht zutreffend. Albatrosse sind demnach die Schwestergruppe eines gemeinsamen Taxons aus Sturmvögeln und Tauchsturmvögeln, und alle gemeinsam bilden wiederum das Schwestertaxon der Hydrobatinae, die traditionell als Unterfamilie der Sturmschwalben galt.

### Innere Systematik

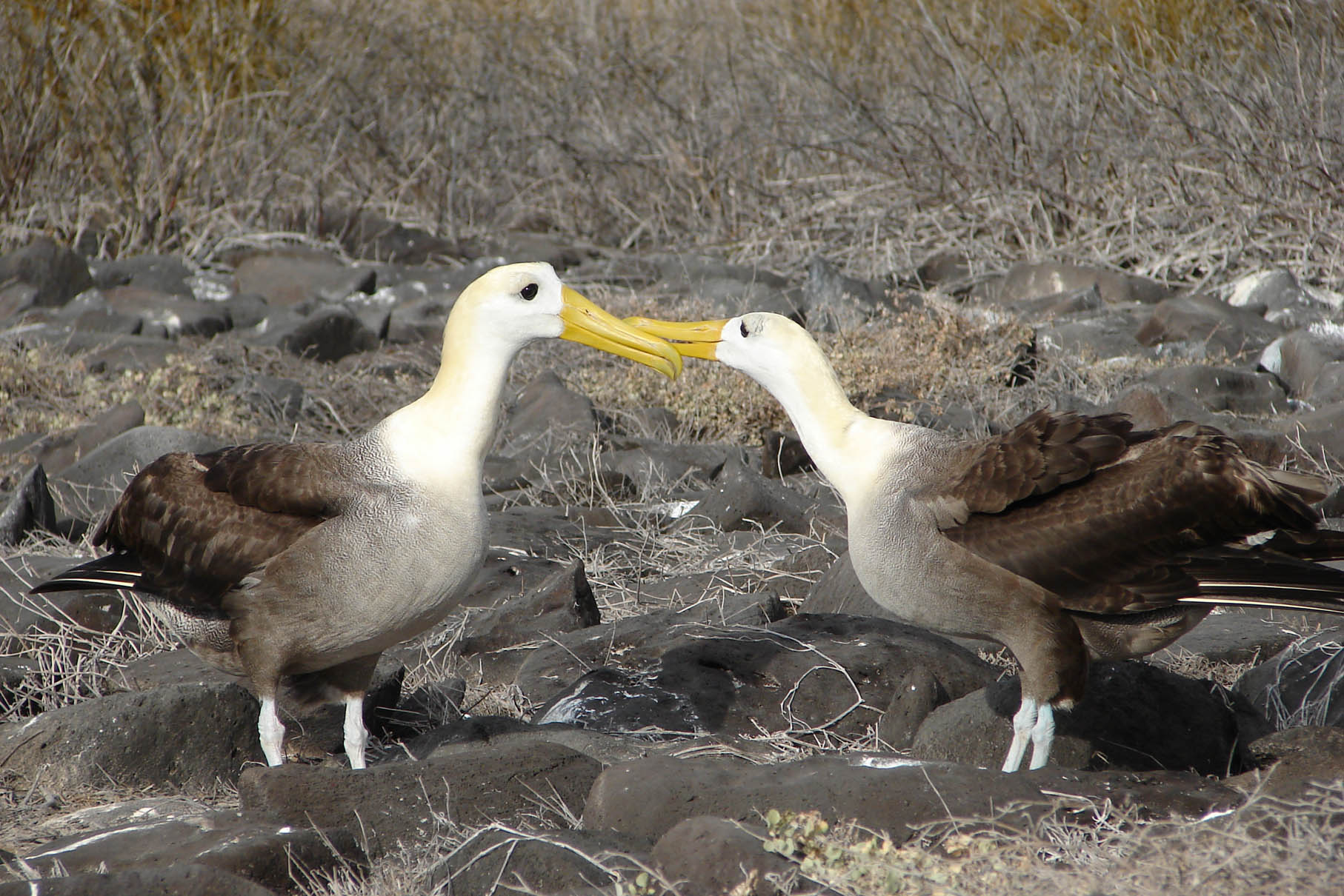
Galapagosalbatros (Phoebastria irrorata)

Traditionell wurden die Albatrosse in zwei Gattungen mit 14 Arten unterteilt. Dies waren Diomedea und Phoebetria. Als deutlich wurde, dass Diomedea in der ursprünglichen Zusammenstellung paraphyletisch wäre, teilte man noch die Gattungen Phoebastria und Thalassarche ab, so dass es nun vier Gattungen gibt, die alle mit ziemlicher Sicherheit monophyletisch sind.
Die Artenzahl wurde zuletzt drastisch erhöht. So beschrieben die Zoologen Robertson und Nunn 1998 statt der bis dahin üblichen 14 nun 24 Arten. Die Erhöhung der Artenzahl ist allerdings nur auf Erhebung von bisher als Unterarten angesehener Taxa in den Artstatus zurückzuführen, nicht auf die Entdeckung neuer Arten. Die in der folgenden Auflistung wiedergegebene Zahl von 21 Arten folgt Brooke 2004 (siehe Literatur).
- Gattung Diomedea: die großen Albatrosse der Südhalbkugel
  - Wanderalbatros, Diomedea exulans
  - Antipoden-Albatros, Diomedea antipodensis, galt ursprünglich als Unterart des Wanderalbatros
  - Amsterdam-Albatros, Diomedea amsterdamensis, galt ursprünglich als Unterart des Wanderalbatros
  - Tristan-Albatros, Diomedea dabbenena, galt ursprünglich als Unterart des Wanderalbatros
  - Nördlicher Königsalbatros, Diomedea sanfordi
  - Südlicher Königsalbatros, Diomedea epomophora
- Gattung Phoebastria: die nordpazifischen und tropischen Albatrosse
  - Galapagosalbatros, Phoebastria irrorata
  - Kurzschwanzalbatros, Phoebastria albatrus
  - Schwarzfußalbatros, Phoebastria nigripes
  - Laysanalbatros, Phoebastria immutabilis
- Gattung Thalassarche: die kleineren, hellen Albatrosse der Südhalbkugel
  - Schwarzbrauenalbatros, Thalassarche melanophris
  - Campbell-Albatros, Thalassarche impavida, galt ursprünglich als Unterart des Schwarzbrauenalbatros
  - Weißkappenalbatros, Thalassarche cauta
  - Chatham-Albatros, Thalassarche eremita, galt ursprünglich als Unterart des Weißkappenalbatros
  - Salvin-Albatros, Thalassarche salvini, galt ursprünglich als Unterart des Weißkappenalbatros
  - Graukopfalbatros, Thalassarche chrysostoma
  - Atlantischer Gelbnasenalbatros, Thalassarche chlororhynchos
  - Indischer Gelbnasenalbatros, Thalassarche carteri
  - Buller-Albatros, Thalassarche bulleri
- Gattung Phoebetria: die dunklen Rußalbatrosse
  - Rußalbatros, Phoebetria fusca
  - Graumantelalbatros, Phoebetria palpebrata

Die Gattungen Diomedea und Phoebastria sind Schwestertaxa, ebenso die Gattungen Thalassarche und Phoebetria. Die Verwandtschaftsverhältnisse sind im folgenden Kladogramm dargestellt:
|  | Diomedea    |
|  |             |
|  | Phoebastria |
|  |             |

|  | Thalassarche |
|  |              |
|  | Phoebetria   |
|  |              |

|  | Diomedea    |
|  |             |
|  | Phoebastria |
|  |             |

|  | Thalassarche |
|  |              |
|  | Phoebetria   |
|  |              |

## Menschen und Albatrosse

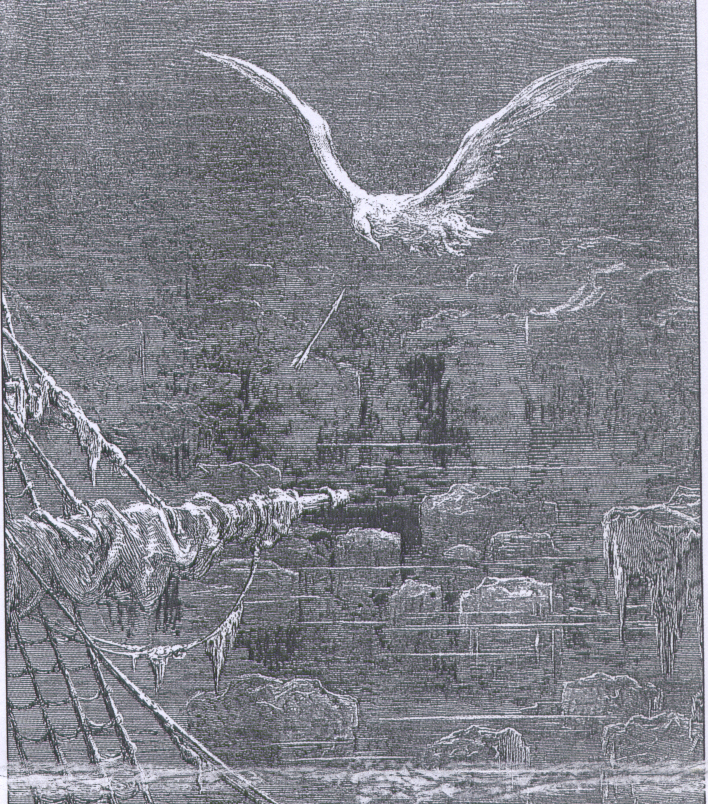
Illustration von Gustave Doré zu Coleridges The Rime of the Ancient Mariner

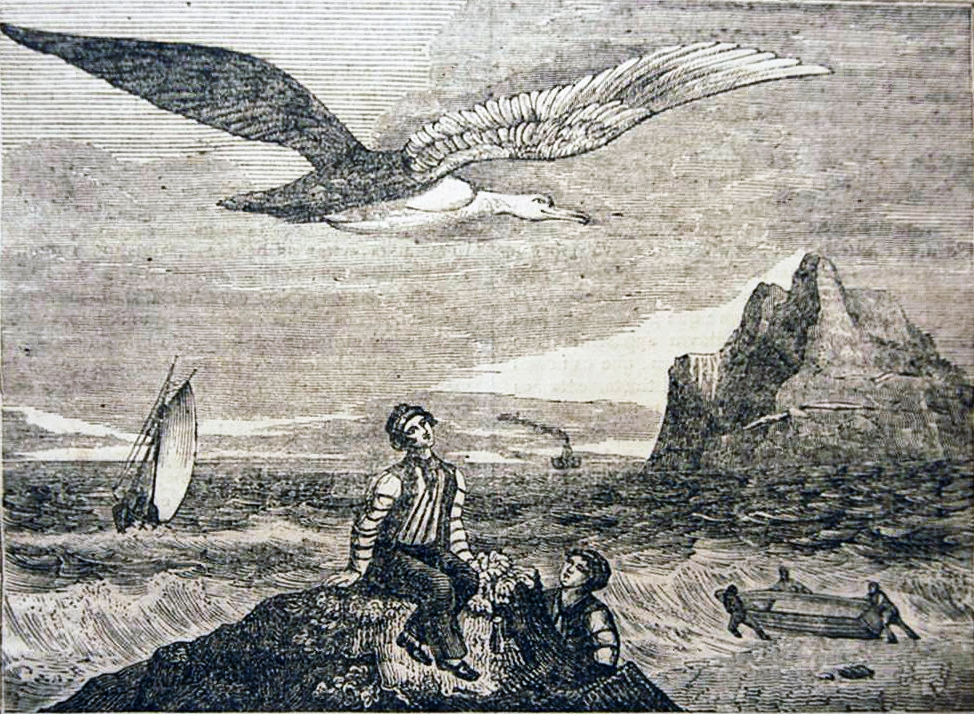
Albatroz – Holzschnitt in der Zeitschrift O Panorama (1837)

Das Wort „Albatros“ gelangte über die englische Seefahrersprache ins Deutsche. Es stellt eine vermutlich unter dem Einfluss von lat. albus „weiß“ entstandene Abwandlung des spanischen und portugiesischen alcatraz dar, das heute den Tölpel bezeichnet, ursprünglich aber große schwarze Seevögel im Allgemeinen und den Pelikan im Besonderen. Das spanische Wort wiederum leitet sich aus dem arabischen al-qādūs „Schaufel eines Wasserrads“ ab, mit dem die Mauren in Anspielung auf seinen Kehlsack den Pelikan bezeichneten.
Seeleute hatten ein besonderes Verhältnis zu Albatrossen. Einerseits wurden einige Tiere spätestens ab dem 18. Jahrhundert zur Bereicherung der Bordverpflegung für ihr Fleisch gejagt. Andererseits galten Albatrosse als Seelen gestorbener Seeleute. Vielleicht kam daher der Seemannsglaube, es brächte Unglück, einen Albatros zu töten (verewigt von Coleridge, siehe unten); laut Angaben der chilenischen Kap-Hoornier-Vereinigung gab es unter Seeleuten sogar den Brauch, Albatrosse zwar vom Schiff aus im Flug zu fangen, sie aber wieder freizulassen. Von der im 20. Jahrhundert gegründeten Organisation der Kap Hoorniers (Segler, die auf Frachtseglern Kap Hoorn umrundet hatten) wurde ein Albatroskopf mit einem Fanghaken sogar als Logo genutzt, und wer das Kap als Kapitän eines Frachtseglers umrundet hatte, erhielt den Ehrentitel Albatros.
Am Ende des 19. Jahrhunderts dienten Albatrosse als Federlieferanten für Kleiderfutter und Kissenfüllungen. Mehrere Kolonien, die Hunderttausende Vögel umfassten, wurden binnen weniger Jahre vernichtet. Zwischen 1887 und 1903 wurden weit über eine Million Kurzschwanzalbatrosse getötet, was die Art dem Aussterben nahebrachte und sie so selten machte, dass sie sich bis heute nicht von dieser Verfolgung erholen konnte. Im Jahr 2004 trat das von 13 Staaten unterzeichnete Übereinkommen zum Schutz der Albatrosse und Sturmvögel (ACAP) in Kraft.
Ein anderes Schicksal erlitt eine Kolonie von 200.000 Laysanalbatrossen auf den Midwayinseln. Seit 1940 besteht hier ein Luftwaffenstützpunkt der United States Navy. In den ersten Jahren traten immer wieder Kollisionen zwischen Flugzeugen und Albatrossen auf. Nachdem die Vögel mit Sirenen und Explosionen nicht vertrieben werden konnten, wurden die Dünen abgetragen und große Teile der Insel asphaltiert, so dass die Möglichkeiten zum Brüten nicht mehr gegeben waren.
Die Māori benutzten, mindestens auf der neuseeländischen Südinsel, die Schwingenknochen von Albatrossen zum Flötenbau.
Die europäische Kunst und Kultur, der der Albatros als nicht-heimischer Vogel zunächst fremd war, lernte das Tier erst vergleichsweise spät kennen. Der englische Dichter Samuel Taylor Coleridge verewigte in seiner berühmten, 1798 entstandenen Ballade The Rime of the Ancient Mariner (dt. Ballade vom alten Seemann oder Der alte Matrose) das – künstlerisch überhöhte – Unbehagen eines Seemanns, einen Albatros getötet zu haben. Daneben benannten mehrere spätere Künstler ihre Werke nach den Seevögeln: Charles Baudelaires (1821–1867) Gedicht „L’Albatros“ beschreibt die Ungeschicklichkeit des Tieres am Boden und vergleicht sie mit dem eleganten Flug der Tiere bzw. dem Schicksal des Poeten. Die Band Fleetwood Mac betitelte ein Instrumentalstück Albatross (1969) und die Rockgruppe Karat ein Lied Albatros (1979). Im Jahr 2014 erschien das Lied des schwedischen DJs AronChupa namens I’m an Albatraoz. Im Disney-Film Bernard und Bianca (1977) nutzen die Helden die „Albatross Airlines“, deren Pilot, ein erfahrener Albatros, die typischen Schwierigkeiten sowohl beim Start als auch bei der Landung zeigt.

## Trivia
Im Golfsport wird ein Ergebnis an einem Loch umgangssprachlich Albatros genannt, wenn der Spieler drei Schläge weniger benötigt hat, als die Bahnvorgabe („Par“) vorgibt. Benötigt beispielsweise ein Spieler auf einer Bahn mit der Bahnvorgabe 5 („Par 5“) lediglich 2 Schläge, hat er einen Albatros gespielt. Siehe auch: Fachbegriffe Golfsport
Der deutsche Schwimmsportler, Olympiasieger und Weltmeister Michael Groß erhielt 1983 von einem französischen Reporter der Sporttageszeitung L’Équipe aufgrund seiner großen Armspannweite von 2,13 m bei 2,01 m Körperlänge den Spitznamen „Albatros“. Während der Olympischen Spiele 1984 kreierte der deutsche Sportreporter Jörg Wontorra das geflügelte Wort: „Flieg, Albatros, flieg …!“ Der Ausspruch wurde 2019 in einer Briefmarke der Deutschen Post „verewigt“.